# ルーク・ワカマツ
ルーカス・フランシス・ワカマツ（Lucas Francis Wakamatsu, 1996年10月10日 - ）は、アメリカ合衆国・アリゾナ州フェニックス出身のプロ野球選手（内野手）。右投左打。フリーエージェント(FA)。
父は元プロ野球選手で、2009年より2シーズンシアトル・マリナーズの監督を務めたドン・ワカマツであり、兄のジェイクも元マイナーリーガー。日系アメリカ人5世でもある。

## 経歴

### プロ入り前とインディアンス傘下時代
2015年のMLBドラフト20巡目（全体604位）でクリーブランド・インディアンスから遊撃手として指名され、入団。最高で傘下AAA級コロンバス・クリッパーズまで昇格したが、2019年までの4年間でメジャー昇格は果たせなかった。

### 中日時代
2020年12月18日に、日本プロ野球の中日ドラゴンズと育成選手として契約を結ぶことが発表された。背番号は210。入団に至った経緯として、中日の大塚晶文・国際渉外担当を通じて父のドンから直々に推薦があったとも報じられた。
2021年はウエスタン・リーグ36試合に出場し、打率.255、1本塁打、7打点という成績だった。
2022年は、ウエスタン・リーグ28試合出場時点で、打率.328と活躍しており、高橋周平の負傷離脱など一軍内野陣の離脱者続出を受け、7月17日に支配下選手登録されたことが発表された。背番号は96に変更され、また登録が右投両打から右投左打に変更された。即日5番三塁手としてスタメンで初出場したが、ユニフォームが間に合わなかったため、育成選手時代の背番号210で出場した。18日の試合でも2試合連続でスタメンで起用されたが、試合中に脇腹痛を訴えて途中交代し、翌日19日に登録を抹消された。そのまま一軍復帰を果たせぬまま、10月4日に戦力外通告を受けた。オフの12月2日に自由契約公示された。

## 選手としての特徴
両打ち（2022年7月からは左打ち）の大型内野手で、2017年にはA級レイクカウンティで12本塁打を放つなど、荒削りながら長打力のある打撃が特徴。

## 詳細情報

### 年度別打撃成績
| 年 度     | 球 団     | 試 合 | 打 席 | 打 数 | 得 点 | 安 打 | 二 塁 打 | 三 塁 打 | 本 塁 打 | 塁 打 | 打 点 | 盗 塁 | 盗 塁 死 | 犠 打 | 犠 飛 | 四 球 | 敬 遠 | 死 球 | 三 振 | 併 殺 打 | 打 率 | 出 塁 率 | 長 打 率 | O P S |
| --------- | --------- | ----- | ----- | ----- | ----- | ----- | -------- | -------- | -------- | ----- | ----- | ----- | -------- | ----- | ----- | ----- | ----- | ----- | ----- | -------- | ----- | -------- | -------- | ----- |
| 2022      | 中日      | 2     | 4     | 3     | 0     | 0     | 0        | 0        | 0        | 0     | 0     | 0     | 0        | 0     | 0     | 1     | 0     | 0     | 0     | 0        | .000  | .250     | .000     | .250  |
| 通算：1年 | 通算：1年 | 2     | 4     | 3     | 0     | 0     | 0        | 0        | 0        | 0     | 0     | 0     | 0        | 0     | 0     | 1     | 0     | 0     | 0     | 0        | .000  | .250     | .000     | .250  |

- 2022年度シーズン終了時

### 年度別守備成績
| 年 度 | 球 団 | 三塁  | 三塁  | 三塁  | 三塁  | 三塁  | 三塁     |
| 年 度 | 球 団 | 試 合 | 刺 殺 | 補 殺 | 失 策 | 併 殺 | 守 備 率 |
| ----- | ----- | ----- | ----- | ----- | ----- | ----- | -------- |
| 2022  | 中日  | 2     | 1     | 1     | 0     | 0     | 1.000    |
| 通算  | 通算  | 2     | 1     | 1     | 0     | 0     | 1.000    |

- 2022年度シーズン終了時

### 記録
NPB
- 初出場・初先発出場：2022年7月17日、対阪神タイガース17回戦（阪神甲子園球場）、5番・三塁手で先発出場
- 初打席：同上、2回表にジョー・ガンケルから捕邪飛
- 初出塁：同上、8回表にジョー・ガンケルから四球

### 背番号
- 210（2021年 - 2022年7月16日）
- 96（2022年7月17日 - 同年終了）